# Nesoryzomys fernandinae
Nesoryzomys fernandinae es una especie de roedor de la familia Cricetidae.

## Distribución geográfica
Se encuentra solo en  Ecuador.

## Hábitat
Su hábitat natural son: clima tropical o Clima subtropical.